# Aleksandr Dyachenko (canoë-kayak)
Pour les articles homonymes, voir Aleksandr Dyachenko.
Aleksandr Igorevitch Dyachenko (russe : Александр Игоревич Дьяченко, né le 24 janvier 1990 à Roudny), est un kayakiste russe.
Aux Jeux olympiques d'été de 2012 à Londres, il est sacré champion olympique de kayak biplace 200 m avec Yuri Postrigay, devant les Biélorusses Raman Piatrushenka et Vadzim Makhneu et les Britanniques Liam Heath et Jon Schofield. Le 25 juillet, il est exclu par la Fédération internationale de participer aux Jeux olympiques de Rio.